# Estadio Nacional Soberanía
El Estadio Nacional Soberanía es un estadio de béisbol ubicado en la ciudad de Managua, Nicaragua, es el estadio más grande del país y el quinto más grande en Centroamérica y el Caribe. Fue inaugurado el 20 de octubre de 2017 como "Estadio Nacional Dennis Martínez" en honor a Dennis Martínez un destacado jugador y el primer nicaragüense en jugar en las Grandes Ligas del béisbol organizado de primera división. En 2022, el estadio dejó de llamarse así, para llamarse únicamente “Estadio Nacional Soberanía”.
Tiene una capacidad aproximada de 15 000 espectadores, dentro de sus instalaciones se encuentra el Salón de la Fama del Deporte Nicaragüense, donde se exhiben medallas, trofeos, y fotos de jugadores locales e internacionales.

## Historia

### Construcción
El Estadio Nacional fue construido a partir de 2016, cuando comenzaron los trabajos ejecutados por el Consorcio constructor. La construcción en un inicio costó 34 millones de dólares americanos. Lo cual fue donado por Taiwán. Sin embargo, la donación original de Taiwán fue utilizada por la Alcaldía de Managua para la construcción de viviendas. Ante esto la alcaldía hizo un préstamo para cumplir con el compromiso, llegando a costar en su totalidad más de 50 millones de dólares.

### Inauguración
El Estadio Nacional abrió sus puertas un 20 de octubre de 2017 para la realización de una serie amistosa entre la Selección de béisbol de Nicaragua y la Selección de béisbol de Taiwán.
Se inauguró con todos los honores y asistieron unas 15 mil personas sentadas, la instalación deportiva fue inaugurada siendo invitado Dennis Martínez. Fue una fiesta deportiva para los nicaragüenses.

### Instalaciones y capacidad
Es el estadio más grande de Nicaragua, el escenario sirve para albergar juegos de béisbol.
- Capacidad: 15 mil espectadores
- Butacas: 100%
- Iluminación:  Torres
- Baños: Si
- Techado: Si
- Reglamentario Béisbol MLB: Si

## Actualidad
Actualmente el estadio es la sede principal de los equipos de Managua Indios del Bóer y Dantos, también es uno de los estadios sedes que alberga juegos de la Liga de Béisbol Profesional Nacional y del Campeonato Nacional de Béisbol Superior "Germán Pomares Ordóñez" que se realizan anualmente. De igual forma se espera que albergue otro tipo de eventos multitudinarios tales como conciertos.

## Acontecimientos importantes
- Octubre 2017: Inauguración del Estadio Nacional, con una serie amistosa entre los equipos de Nicaragua y Taiwán.
- Diciembre 2017: Ceremonia de inauguración de los XI Juegos Deportivos Centroamericanos.
- Enero 2018: VI edición de la Serie Latinoamericana.
- Febrero-marzo de 2020: Pre-mundial Sede Sub-23 de béisbol